# Molen van Trop
Molen van Trop was een windmolen uit de 19de eeuw tot 1830 gelegen in Heikruis in de Belgische gemeente Pepingen.

## Historiek
De Molen van Trop was een korenmolen en werd voor 1820 uit Frankrijk overgebracht naar Trop in Heikruis. Hier werd hij voor 1830 gesloopt. In 1844 werden de onderdelen van de molen gebruikt bij de bouw van de Ronnebergmolen.

### Ontsluiting van de historiek van de  molen
De locatie is een halte op de Molenfietsroute Pepingen. Deze wandel-/fietsroute is een onderdeel van de Molenbox, ontwikkeld door de Erfgoedcel Pajottenland Zennevallei in 2009. In 2023 werd de locatie van de voormalige molen door de gemeente Pepingen ontsloten via een QR-code.